# ゲイリー・ルイス (俳優)
ゲイリー・ルイス（Gary Lewis, 1957年11月30日 - ）は、スコットランドの俳優。

## 略歴
銅細工職人の父親と地元のビスケット工場で働いていた母親との間に、3人きょうだいの2番目の子として生まれる。
学校を卒業した後は、道路清掃員や図書館などの仕事を経験する。
その後、グラスゴー工科大学（現在のグラスゴー・カレドニアン大学）で社会科学の学位を取得する。
高校の英語教師に勧められて読書に励み、最終的には俳優としてのキャリアを歩むことを決意する。
その後、様々な仕事をしながらアマチュアの俳優として舞台に立っていたが、30代になってプロの俳優となる。
2000年の映画『リトル・ダンサー』で主人公の父親を演じ、第54回英国アカデミー賞で助演男優賞にノミネートされるなど、高い評価を得る。また、その演技に感動したマーティン・スコセッシ監督が自身の2002年の映画『ギャング・オブ・ニューヨーク』への起用を決める。

## 主な出演作品

### テレビ
- 第一容疑者 希望のかけら Prime Suspect: The Final Act (2006) ※ミニシリーズ
- ニュー・トリックス〜退職デカの事件簿〜 New Tricks (2010) ※第7シーズン第4話
- アウトランダー Outlander (2014-2016) ※第1〜2シリーズ
- 真実を知る者 One of Us (2016) ※ミニシリーズ
- RIG45 絶海に潜む闇 Rig 45 (2018-2020) ※第1〜2シリーズ
- フロンティア Frontier (2018) ※第3シーズン第3〜5話
- ダーク・マテリアルズ His Dark Materials (2019-2020) ※第1〜2シーズン
- IT'S A SIN 哀しみの天使たち It's a Sin (2021) ※ミニシリーズ第2話
- 原潜ヴィジル 水面下の陰謀 Vigil (2021- )

### 映画
- シャロウ・グレイブ Shallow Grave (1994)
- カルラの歌 Carla's Song (1996)
- マイ・ネーム・イズ・ジョー My Name Is Joe (1998)
- ポスト・モーテム 死への彩り Postmortem (1998)
- オーファンズ Orphans (1998)
- ぼくの国、パパの国 East Is East (1999)
- リトル・ダンサー Billy Elliot (2000)
- 脱獄者 The Escapist (2002)
- PURE ピュア Pure (2002)
- ギャング・オブ・ニューヨーク Gangs of New York (2002)
- ウォリアークイーン Boudica (2003) ※テレビ映画
- やさしくキスをして Ae Fond Kiss... (2004)
- レジェンド・オブ・サンダー Gunpowder, Treason & Plot (2004) ※テレビ映画
- 愛をつづる詩（うた） Yes (2004)
- 戦場のアリア Joyeux Noël (2005)
- GOAL! ゴール! Goal! (2005)
- エラゴン 遺志を継ぐ者 Eragon (2006)
- GOAL!3 Goal III: Taking on the World (2009) ※ビデオ映画
- ヴァルハラ・ライジング Valhalla Rising (2009)
- モー・モーラム 〜不可能を可能にした女〜 Mo (2010) ※テレビ映画
- サリー 死霊と戯れる少女 When the Lights Went Out (2012)
- リベレイター 南米一の英雄 シモン・ボリバル Libertador (2013)
- フィルス Filth (2013)
- キーパー ある兵士の奇跡 Trautmann (2018)
- バニシング Keepers (2018)
- フィガロに恋して Falling for Figaro (2020)
- マーベルズ The Marvels (2023)